# IA 63 Pampa
IA 63 Pampa é uma aeronave de treinamento avançado e ataque leve, de propulsão a jato, derivada do aparelho franco-alemão Alpha Jet, produzido na Argentina desde 1984 pela FAdeA, antiga Fábrica Militar de Aviones - FMA.
Sua entrada em serviço deu-se no ano de 1988. A versão mais atualizada possui um motor Honeywell TFE731-40-2N. São equipados com dois tipos de assentos ejetáveis: o Zvezda K36-L, de origem russa, ou o romeno AEROFINA Mk 10aR, que é um derivado do assento inglês MK10L, da Martin-Baker.

## Versões
- IA 63 Pampa - versão experimental;
- IA 63 Pampa II - versão melhorada;
- IA 63 Pampa III - versão atual, com aviônica atualizada e propulsores mais potentes.[4][5]

## Utilizadores
Apenas a Força Aérea Argentina utiliza o modelo, em duas versões. São  vinte unidades, dos quais seis do modelo II, onze da versão II-40, remotorizados com propulsores americanos Honeywell, e três mais modernos, da série III.
Essas aeronaves estão distribuídas entre os grupos de caça:
- o Grupo 4, da IV Brigada Aérea, em El Plumerillo (Província de Mendoza), dotado, em seu Esquadrão I, de Pampas II e II-40; e
- o Grupo 6, da VI Brigada Aérea, de Tandil (Província de Buenos Aires), também equipado, em seu Esquadrão I, com os aparelhos Pampa II-40.

A previsão do Comando da FAA é receber quarenta jatos Pampa. Cinco aparelhos dos modelos I e II foram perdidos em acidentes, entre os anos de 1992 e 2004.
A FAdeA tentou negociar o Pampa para países da América Latina, como Paraguai, Uruguai, Brasil, Bolívia, México e Guatemala, sem sucesso.

## Galeria de imagens

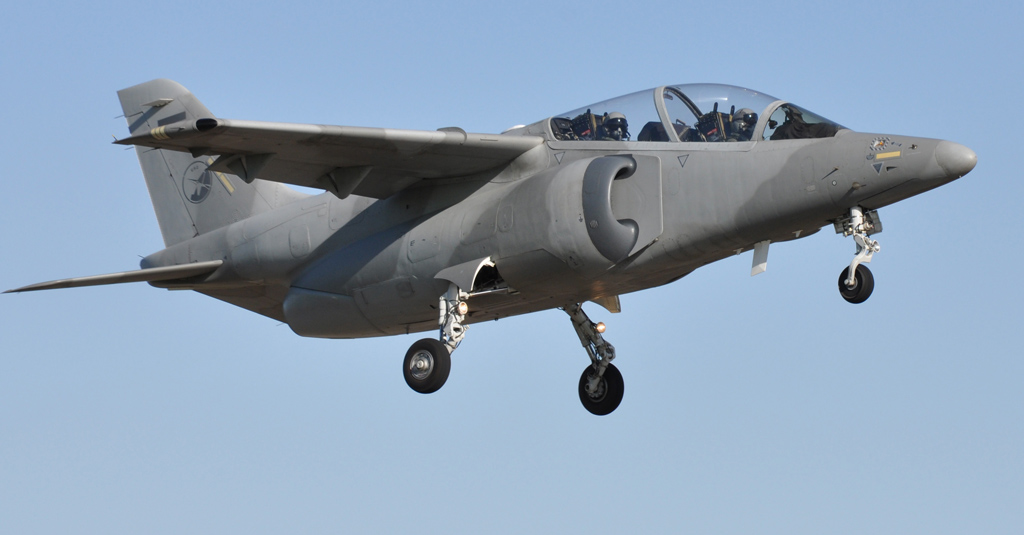
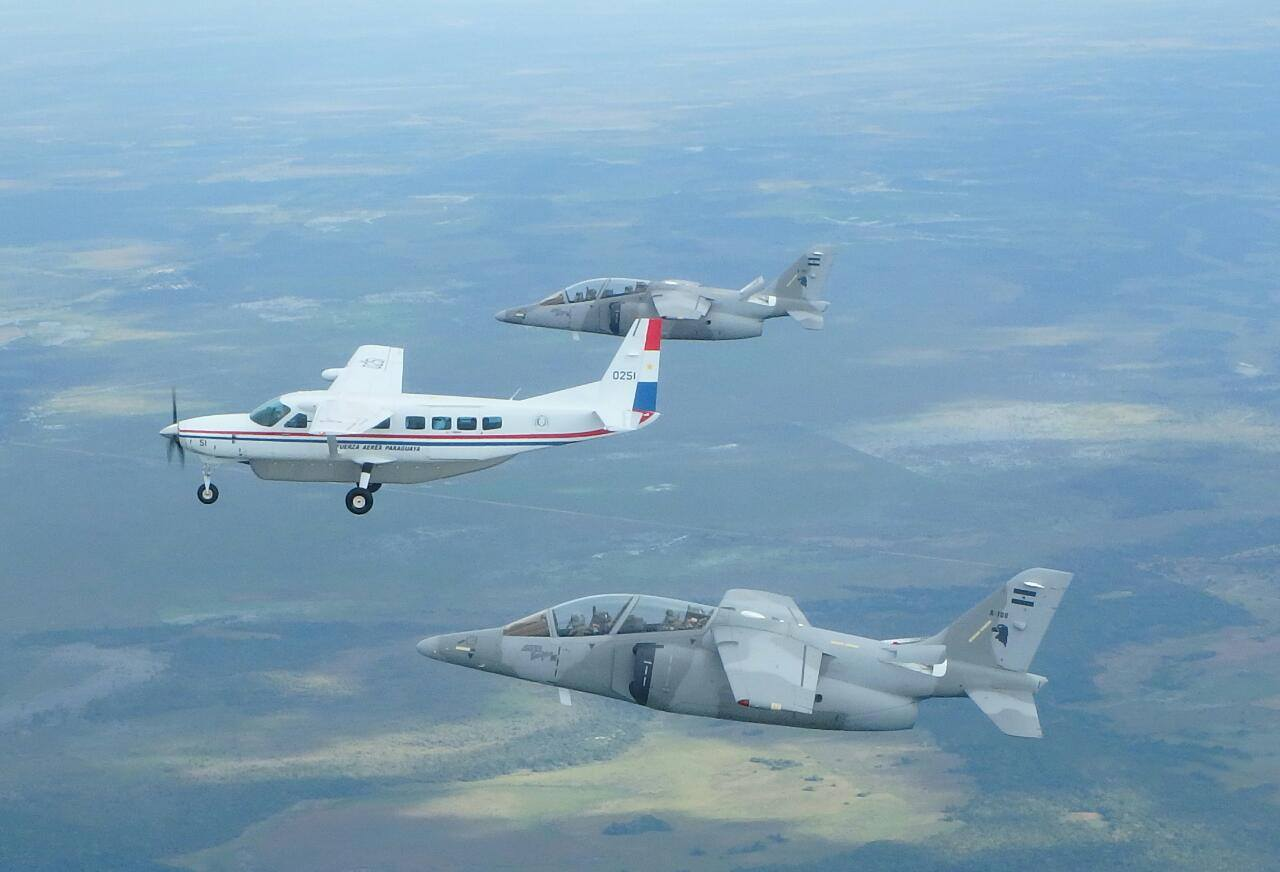
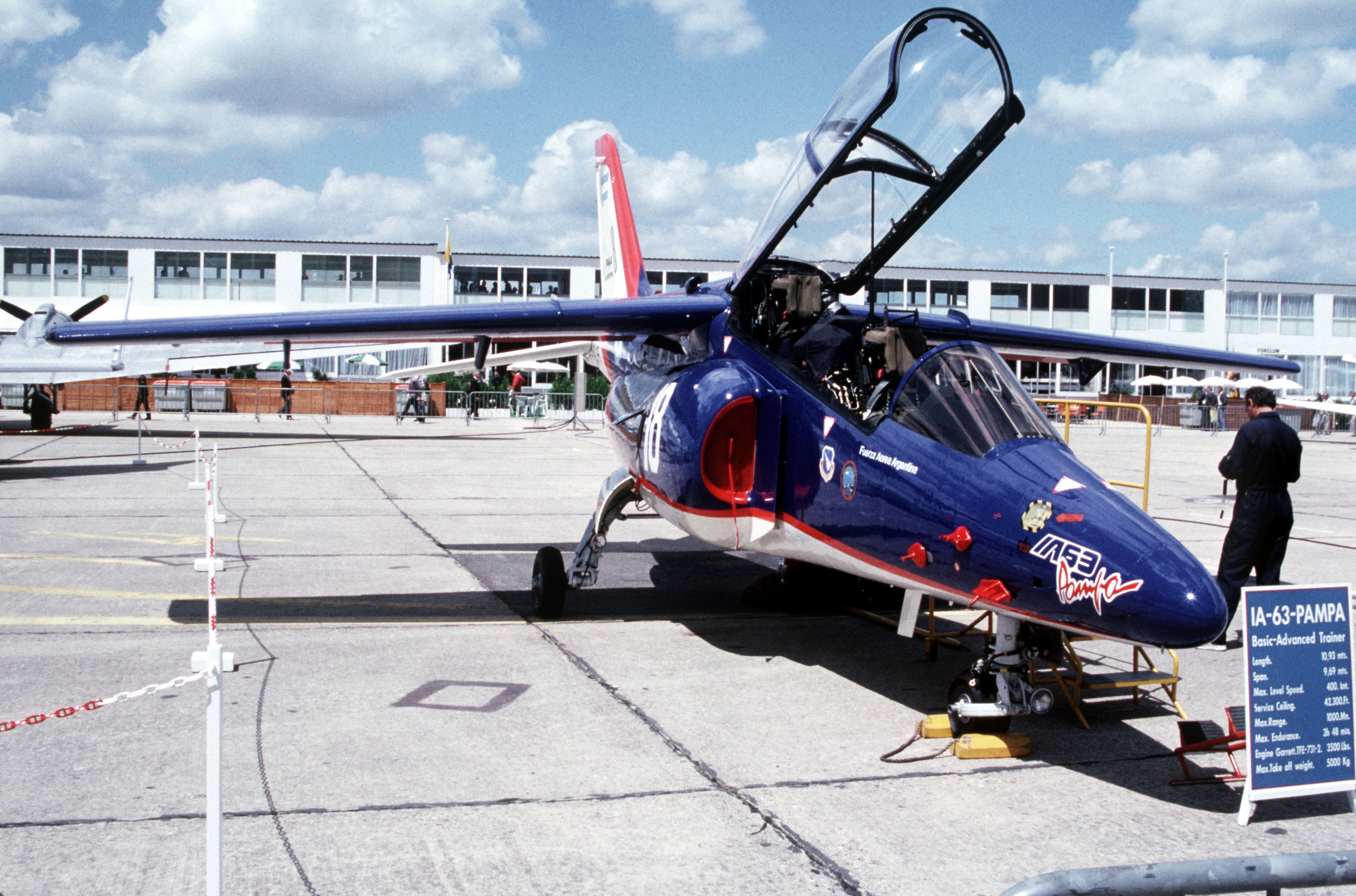
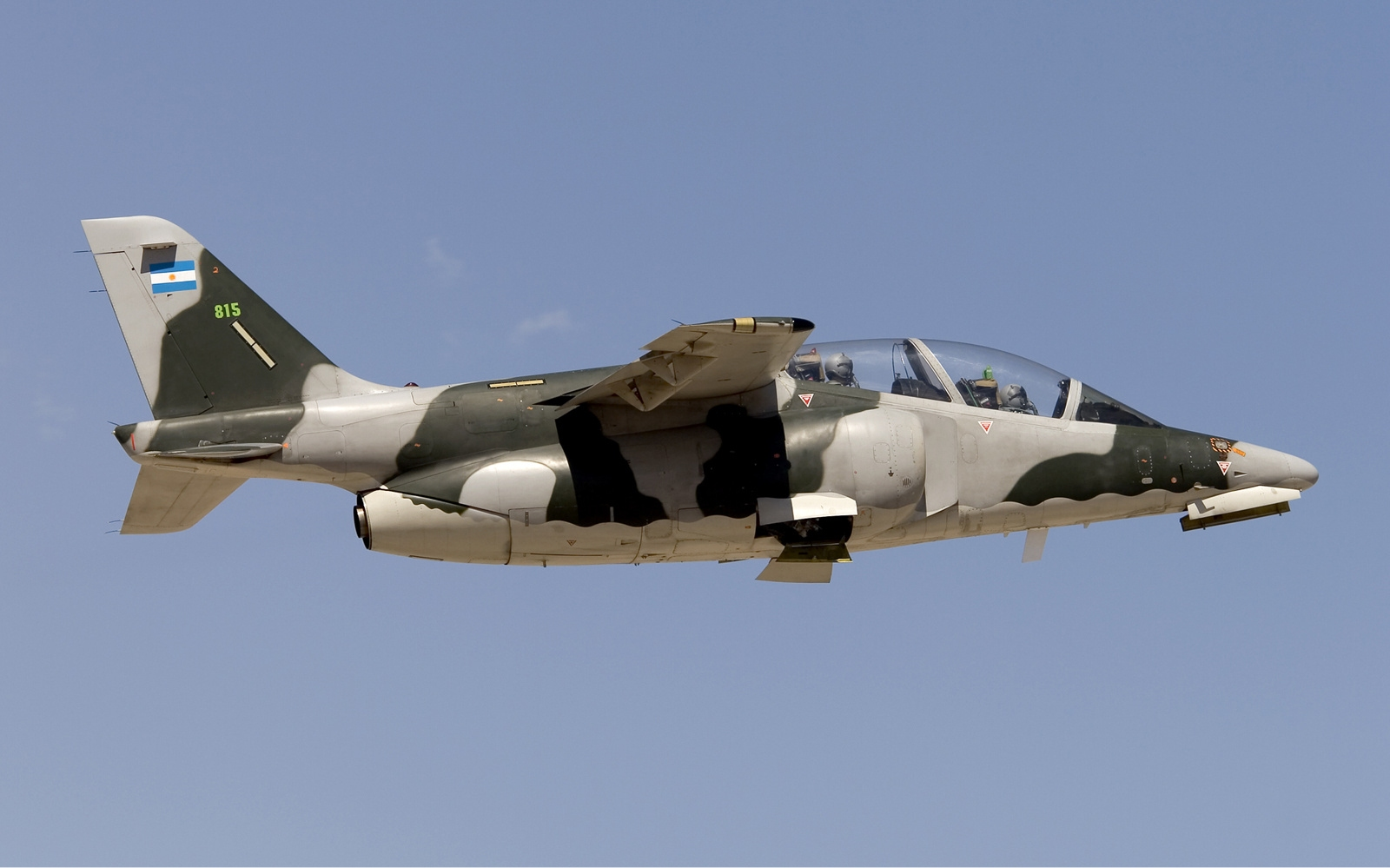
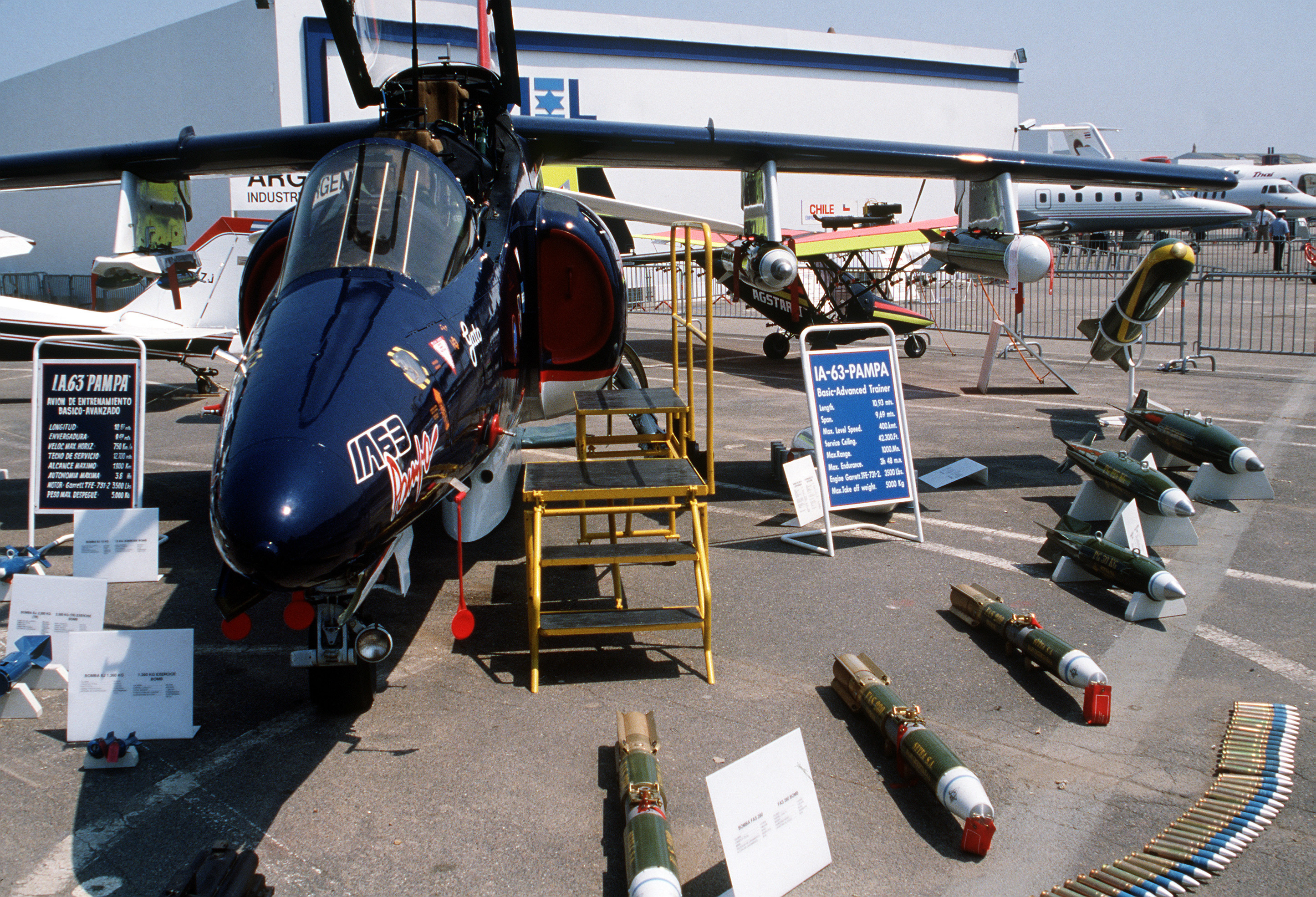
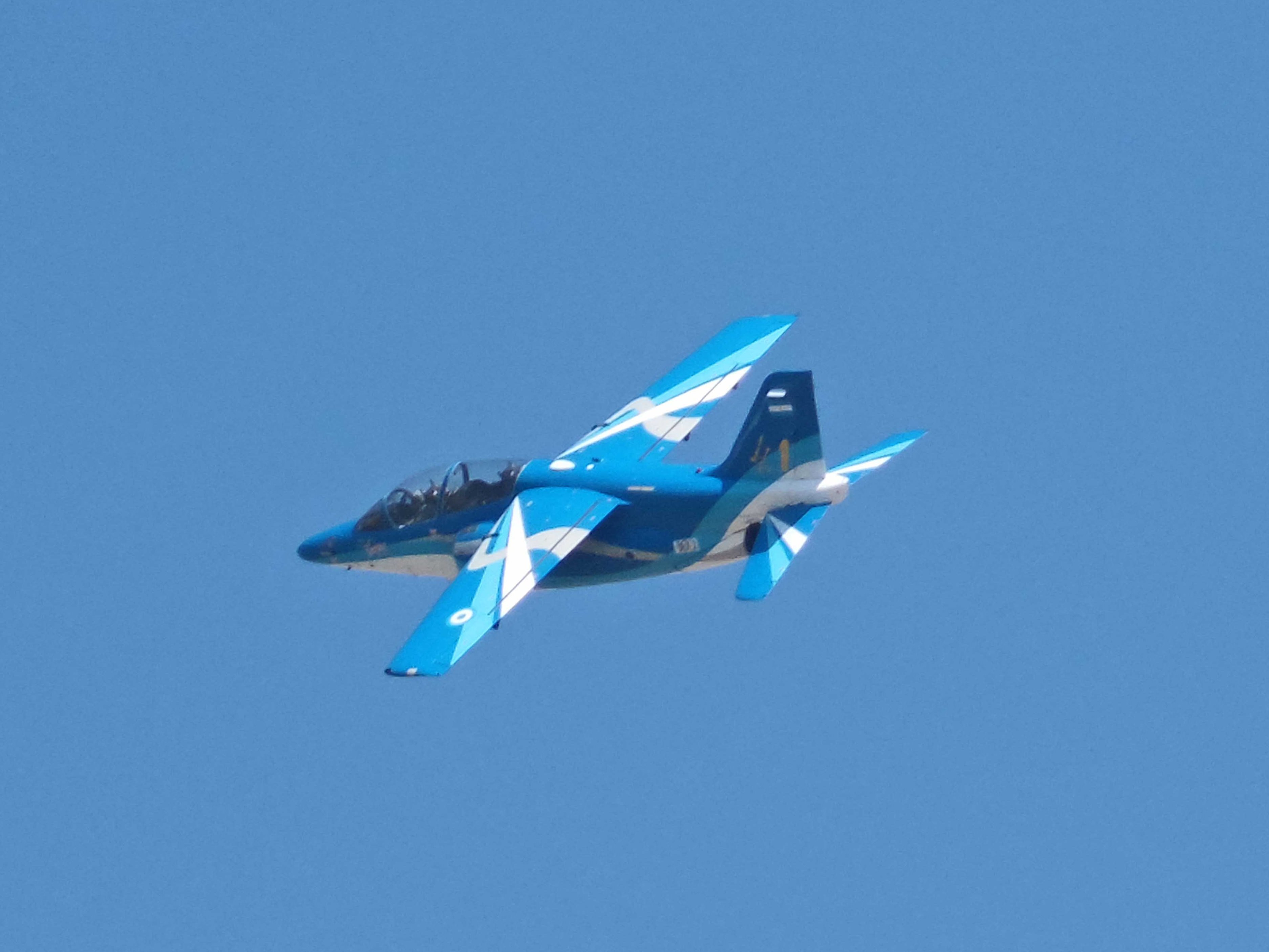
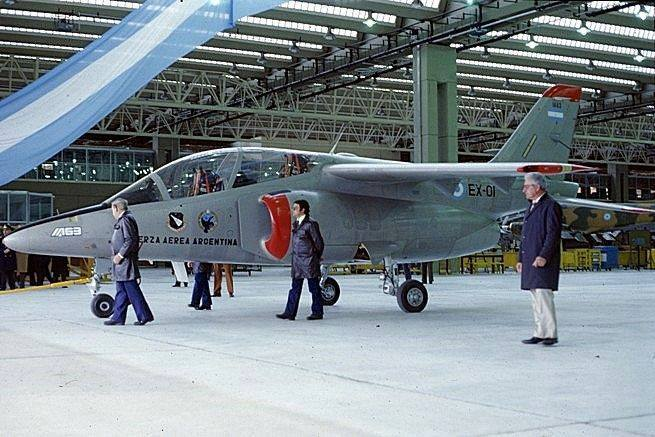
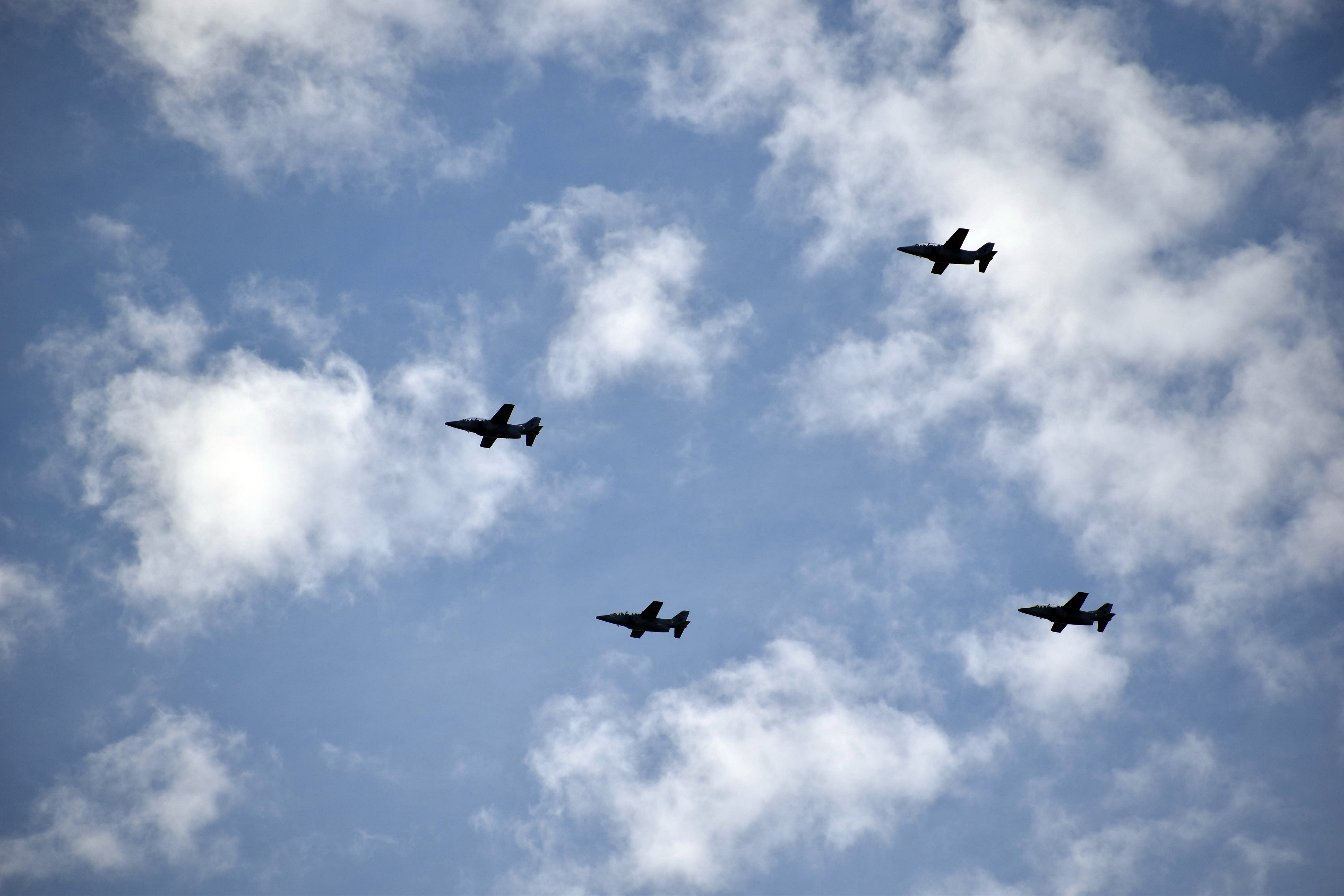
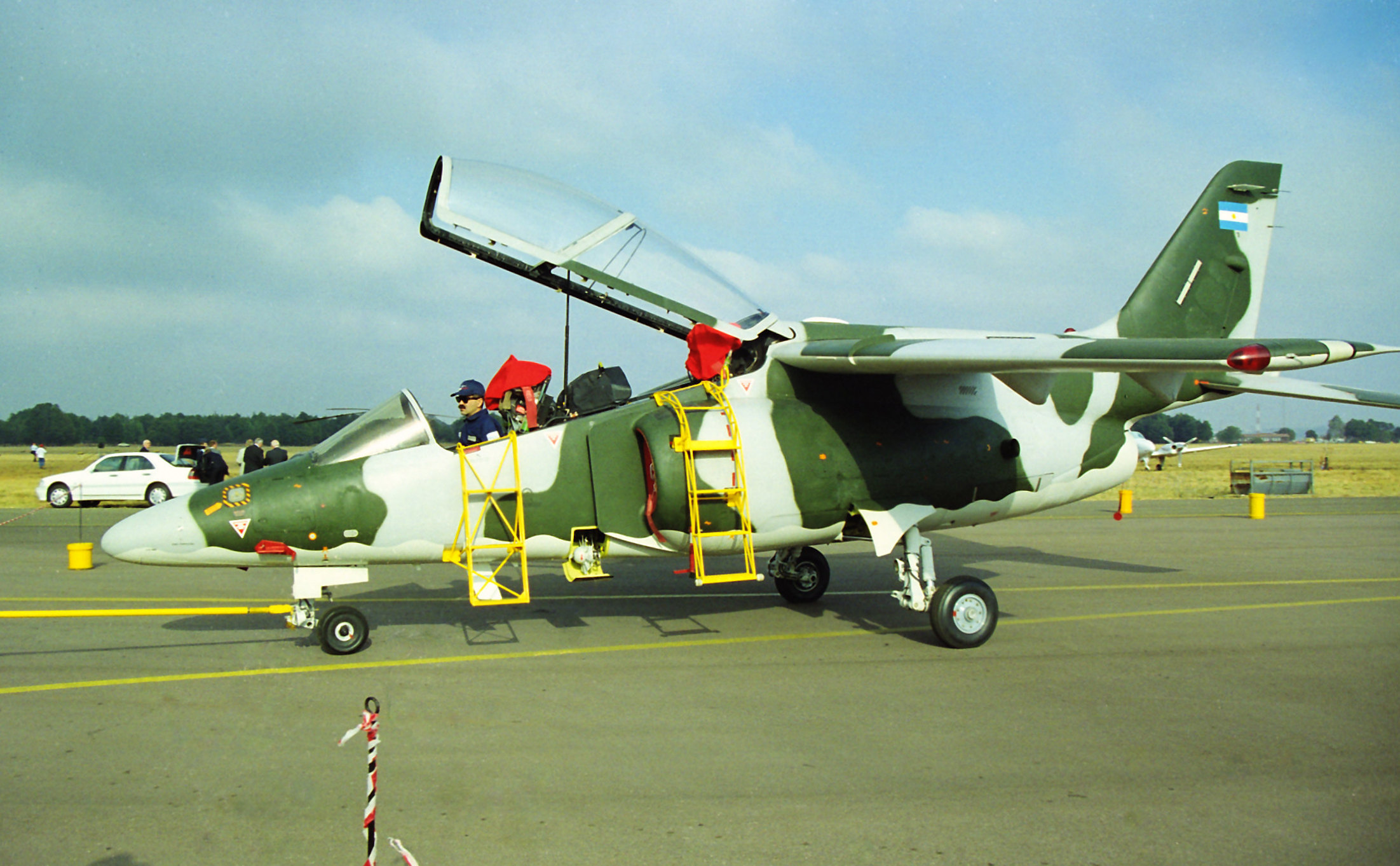
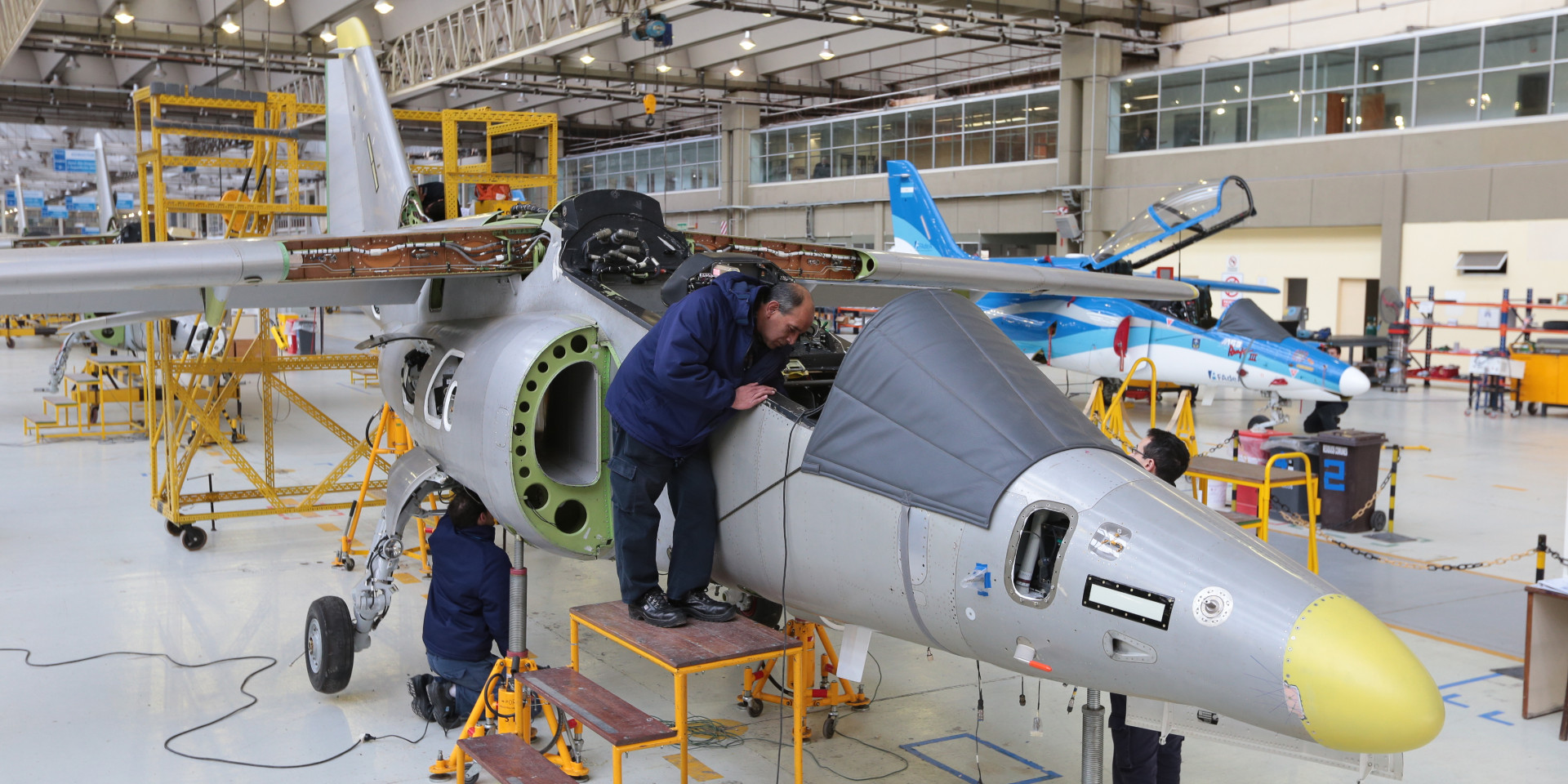